# Jemniště (nový zámek)
Jemniště je barokní zámek nedaleko stejnojmenné vesnice u Postupic v okrese Benešov. Nachází se osm kilometrů východně od Benešova u silnice II/112. Zámek patří rodině Šternberků a je zpřístupněn veřejnosti.

## Historie
První písemná zmínka o Jemništi pochází z roku 1381. Starším panským sídlem ve vsi byl tzv. starý zámek, který vznikl renesanční a později barokní přestavbou středověké tvrze. Po založení nového zámku sloužil jako potřebám vrchnostenské správy.

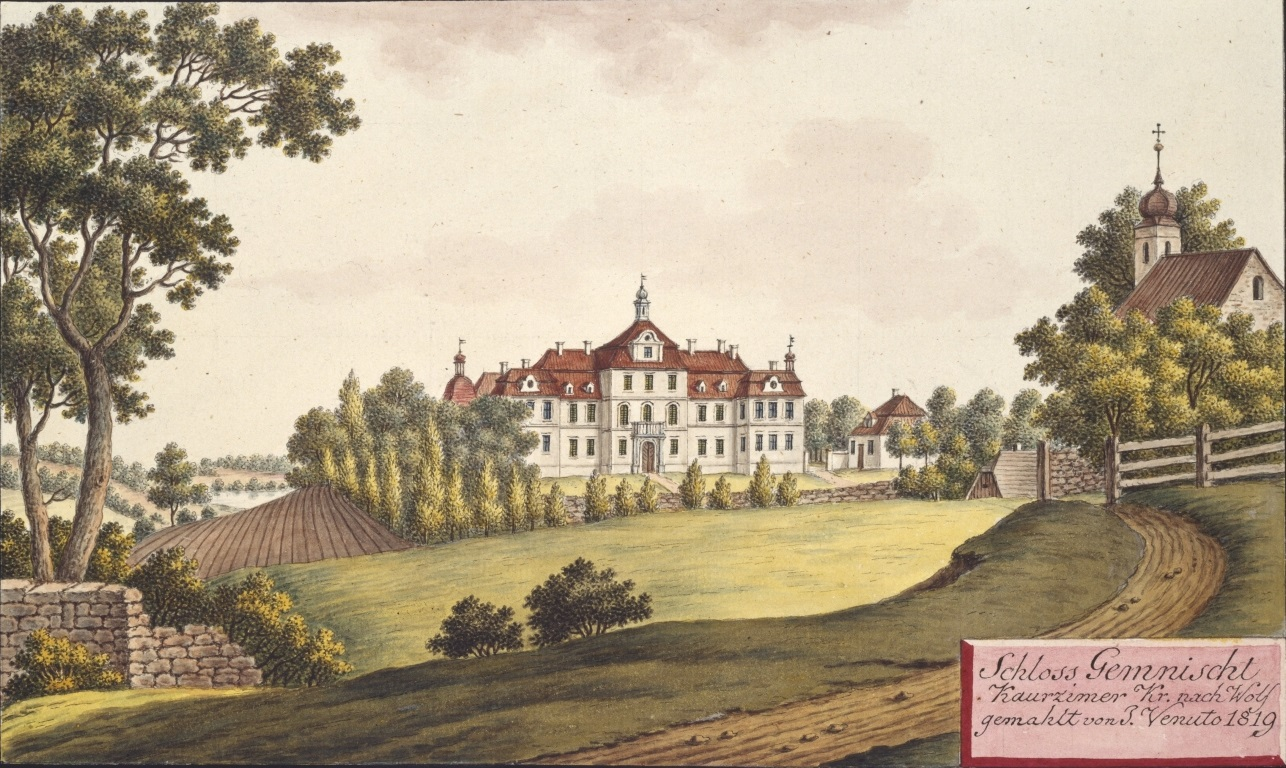
Zámek Jemniště, kresba Johanna Venuta z roku 1819

Roku 1717 koupil zdejší panství hrabě František Adam z Trauttmansdorffu (1679–1762). Nový majitel nechal roku 1724 vybudovat nový barokní zámek podle projektu českého architekta Františka Maxmiliána Kaňky. Roku 1754 zámek vyhořel a byl nově přestavěn a vybaven. Od té doby nenastaly žádné změny a zámek představuje typické zámecké obydlí šlechty z období vrcholného baroka. Po Trauttmansdorffech přešlo panství sňatkem do majetku nejvyššího purkrabího hraběte Rottenhana, který inicioval stavební úpravy zámku a zasloužil se také o rozvoj bavlnářského průmyslu v okolí. Po Rottenhanově smrti vlastnili Jemniště manželé jeho dcer, nejprve hrabě Jan Nepomuk Chotek, poté hrabě Jiří Buquoy. V roce 1836 koupil Jemniště Veriand Windischgrätz.

### Šternberkové

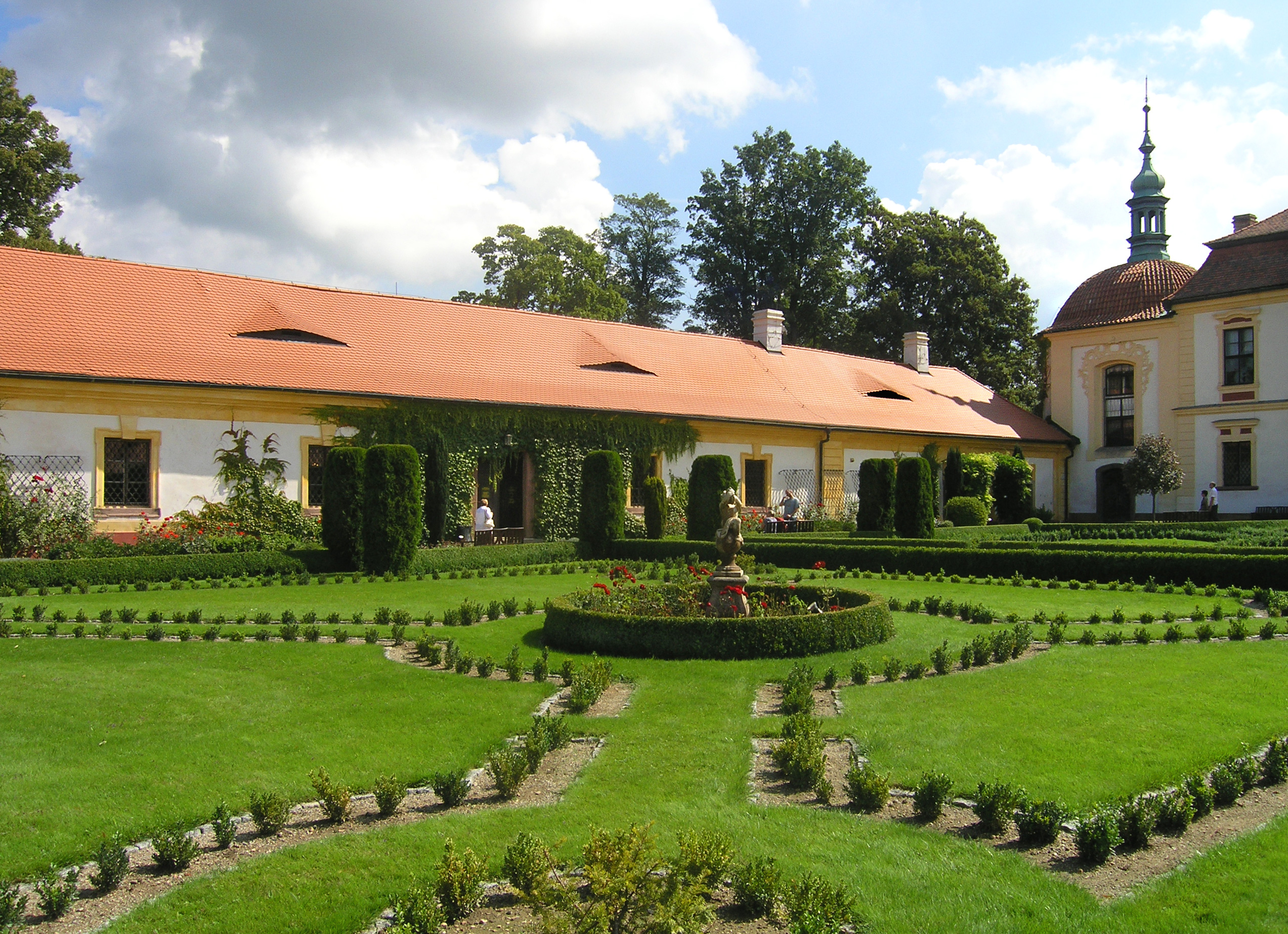
Francouzská zahrada na nádvoří

Roku 1868 zakoupil Zdeněk ze Šternberka (1813–1900) z konopišťské větve Sternbergů zámek Jemniště od Windischgrätzů. Už v roce 1841 zakoupil hrad Český Šternberk. Prostředky ke koupi získal z prosperujících uhelných dolů na západočeském panství Radnice, které získal dědictvím po vzdáleném strýci, slavném přírodovědci a spoluzakladateli Vlasteneckého muzea v Čechách (1818, dnešní Národní muzeum) Kašparu Marii ze Šternberka. Zdeňkův mladší syn  Filip (1852–1924) zdědil zámek Jemniště a starší syn Alois (1850–1907) hrad Český Šternberk, který však zemřel bezdětný, proto i Český Šternberk přešel na bratra. Filip nechal zámek zrekonstruovat a využíval ho jako své sídlo. U zámku založil přírodně krajinářský park o rozloze 16 hektarů. Zatímco hrad Český Šternberk Filip odkázal synovi Jiřímu, dcery Marie Gabriela (1890–1934) a Terezie (1902–1985) zdědily rovným dílem Jemniště. V roce 1927 se Terezie provdala za hraběte Františka Josefa Mensdorff-Pouilly. Po smrti starší sestry Marie Gabriely v roce 1934 se Terezie stala jedinou majitelkou.

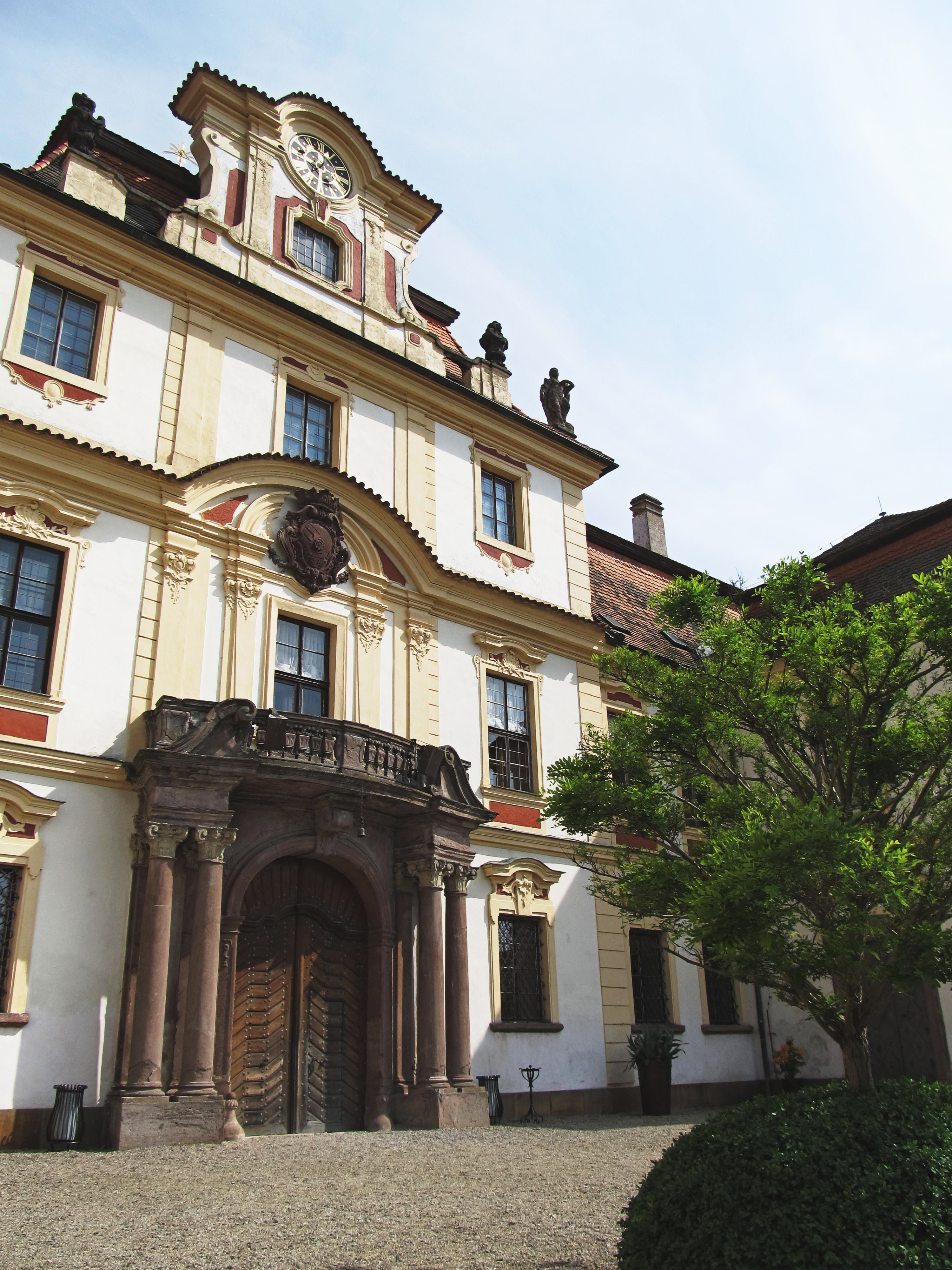
Hlavní vstup do zámku

Za druhé světové války byla na velkostatek uvalena vnucená správa. V červenci 1943 byl zámek Terezii a jejímu manželovi Františku Josefu Mensdorff-Pouilly zkonfiskován nacisty. Museli ho postoupit Oskarovi Dankovi von Esse, vnukovi spoluzakladatele firmy Daněk & Co (pozdější ČKD). Oskar Danek, který se ostentativně hlásil k německé národnosti a kolaboroval s nacisty, Jemniště získal jako náhradu za svůj zámek Tloskov, který byl zabrán pro účely cvičiště zbraní SS. Po válce byl zámek navrácen právoplatným majitelům Terezii a Františkovi. Ovšem počátkem padesátých let zámek zkonfiskovali komunisti. Bývalí majitelé zámku se přestěhovali na postupickou faru. V padesátých letech sídlilo na zámku Muzeum odívání (1953–1961) jako pobočka Uměleckoprůmyslového muzea v Praze, v šedesátých letech Oblastní muzeum Podblanicka (1962–1974). V roce 1974 proběhla oprava části střech i venkovní fasády a některé další stavební úpravy v hodnotě asi patnáct milionů korun. Od roku 1975 zde byla instalována stálá výstava na téma Československo-sovětského přátelství, politicky podbarvená muzejní instalace se mj. týkala osvobození středních Čech Rudou armádou, rozměrné výstavní panely překrývaly zámecké interiéry. V osmdesátých letech  byly na zámku vystaveny grafické listy, veduty, mapy a plány z dílen amsterodamských nakladatelů 17. století pod názvem Theatrum mundi a v přízemním křídle čestného dvora bývala stálá expozice díla malíře Josefa Lady.

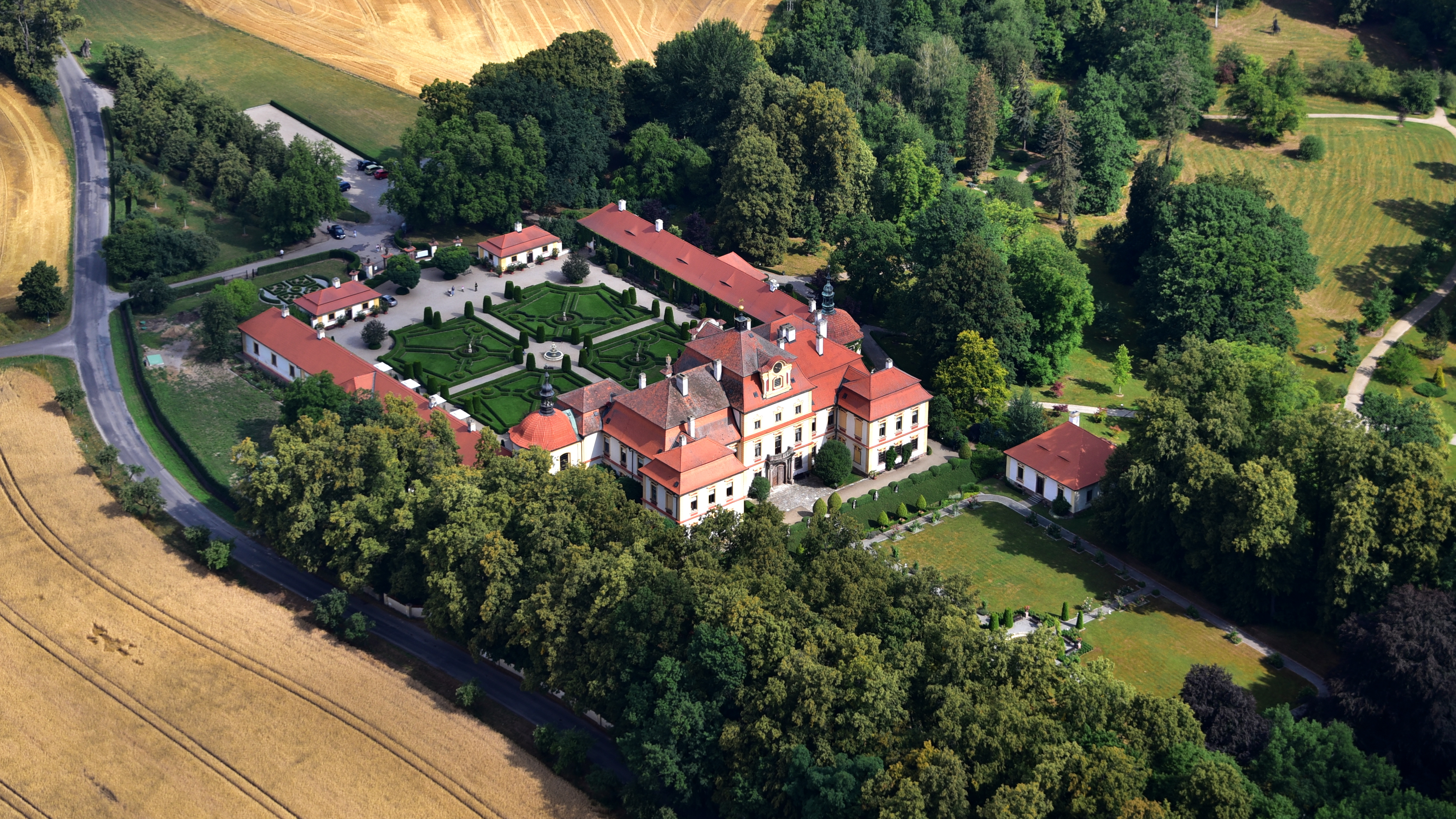
Jemniště

Po pádu komunismu byl zámek restituován. V roce 1992 se o navrácení zámku přihlásil Jan Bosco Sternberg, manžel Marie Leopoldiny Lobkowiczové, a roku 1995 bylo Sternbergům vyhověno. V současnosti je zámek ve vlastnictví jejich syna Jiřího Sternberga, který je synovcem Zdeňka Sternberga, restituenta a (do jeho smrti) majitele hradu Český Šternberk. Jiří Sternberg se svou ženou, vystudovanou teoložkou Petrou, rozenou Říhovou a dvěma dětmi obývá levé křídlo zámku. Zámecké prostory jsou pronajímány pro svatební hostiny a jiné akce.

## Park

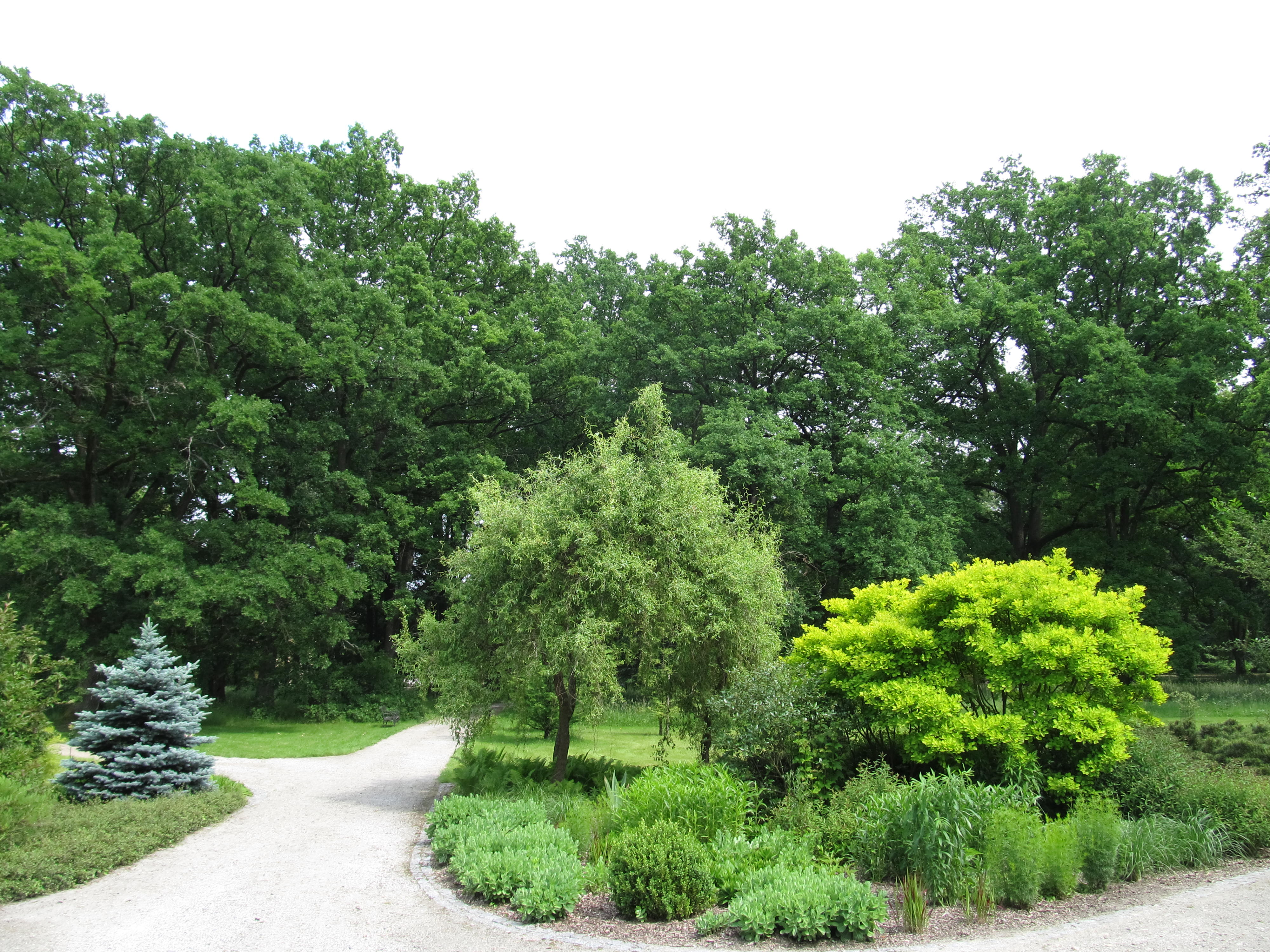
Zámecký park

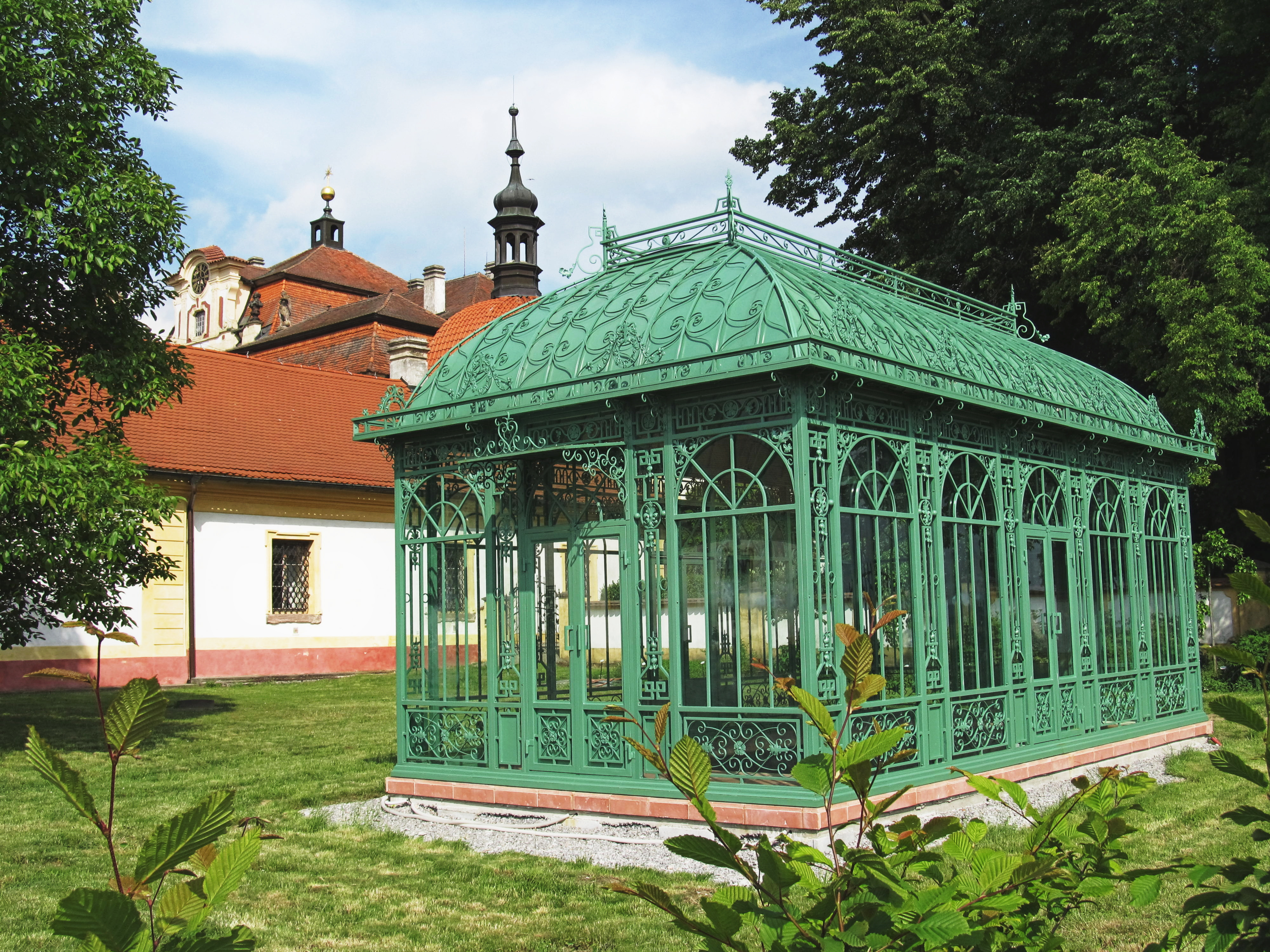
Skleník jižně od zámku

Za zámkem se nalézá anglický park o výměře čtrnáct hektarů, založený na počátku 19. století. Roste v něm několik druhů exotických stromů, které jsou označeny tabulkou a popsány. Návštěvníky zaujme mimo jiné metasekvoje čínská (Metasequoia glyptostroboides), borovice himálajská (Pinus wallichiana), sekvojovec obrovský (Sequoiadendron giganteum), liliovník tulipánokvětý (Liriodendron tulipifera) a cedr libanonský (Cedrus libani). V parku se také chovají kakadu molucký (Cacatua moluccensis), lama krotká (Lama glama), osel domácí (Asinus), páv korunkatý (Pavo cristatus), holandské mini kozičky, klokan Bennettův (Wallabia rufogrisea frutica), nosál červený (Nasua nasua) a mýval severní (Procyon lotor).

## Expozice
V rámci prohlídkové trasy lze navštívit devět sálů a pokojů a nakonec kapli svatého Josefa v přízemí.

### Velký sál
Velkou nástropní malbu Shromáždění olympských bohů vytvořil Felix Antonín Scheffler v roce 1754. V rohu je freska signována (Felix Antonius Scheffer pinxit anno 1754). Stejný malíř vyzdobil i stěny místnosti. Severní stěnu zdobí vlevo alegorie Podzimu (s hrozny), uprostřed společně Jaro (s květy) a Léto (s klasy), vpravo Zima. Jižní stěnu zdobí alegorie lidských vlastností, které zastupují bohové a bohyně. Vlevo je Moudrost jako Pallas Athéna, uprostřed společně Píle a Plodnost představovaná Démétér se svou dcerou Persefonou a vpravo Statečnost (Síla) jako bůh války Arés.
Na severní stěně je dále Zápas Gigantů (pod vyobrazením Podzimu), Zeus na návštěvě u Lykáóna (pod Zimou), na jižní stěně Deukalión a Pyrrha při stvoření nového lidského pokolení (pod Moudrostí) a konečně Filémón a Baucis hostí Dia a Herma (pod Sílou). Na západní stěně visí portréty manželského páru Karla VI. a Alžběty Kristýny Brunšvicko-Wolfenbüttelské. Na protější stěně visí portrét jejich dcery Marie Terezie a jejího manžela Františka I. Štěpána Lotrinského. Šaty, ve kterých je Marie Terezie vyobrazena údajně vážily osmnáct kilogramů. Nad krby je zpodobněn erb Trauttmansdorffů. Velká kachlová kamna pocházejí z 18. století.

### Kaple svatého Josefa

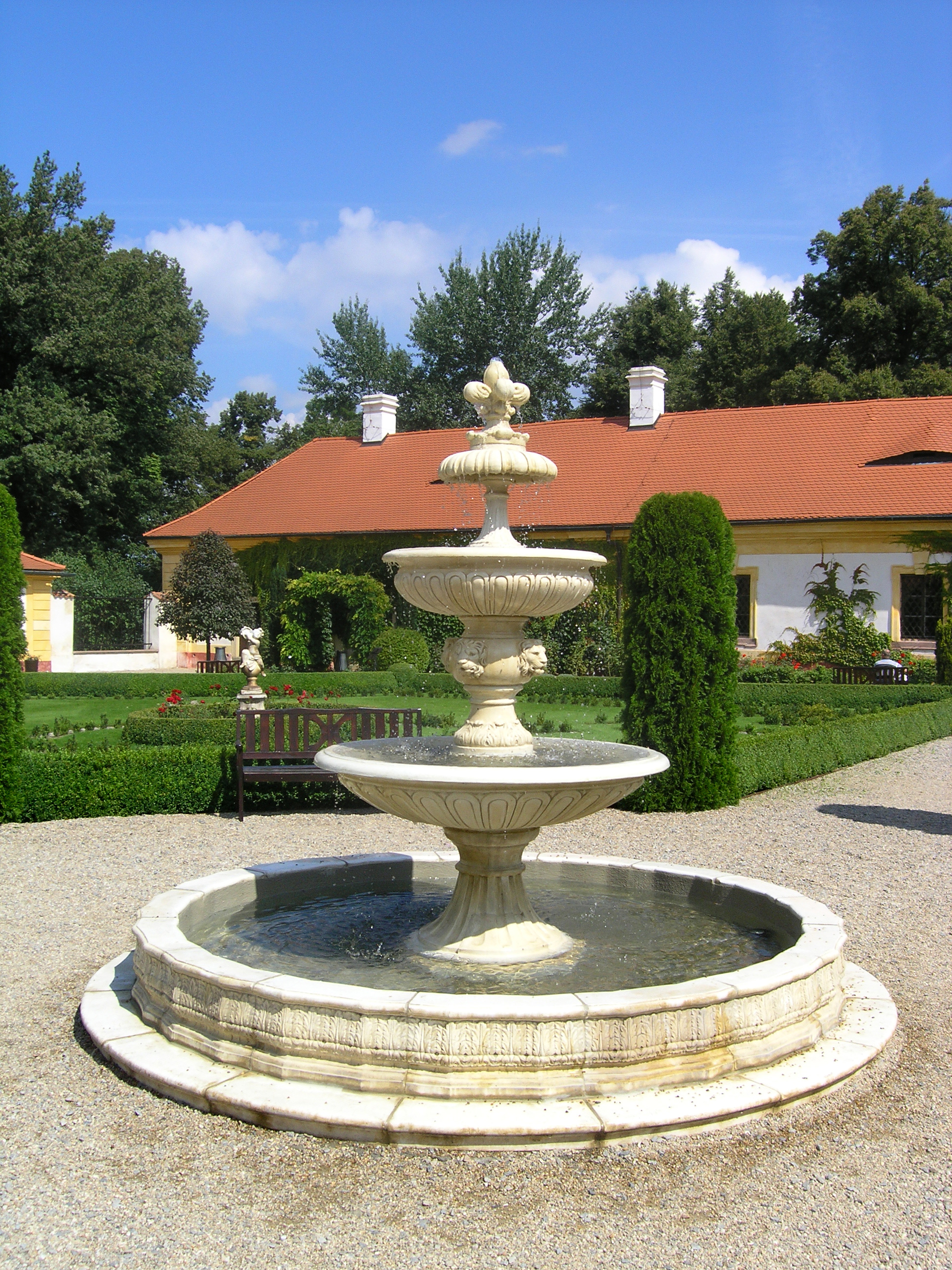
Benátská kašna před zámkem

Zámecká kaple se nachází v jihozápadním křídle zámku. Vysvěcena byla 14. října 1725. Není orientována. Nad presbytářem upoutá nástropní freska Nanebevstoupení Páně a v rozích alegorické postavy kardinálních ctností Moudrosti (Prudentia), Umírněnost (Temperamentia), Spravedlnosti (Iustitia) a Síly (Fortitudo) z roku 1725, které jsou jedinými barokními freskami na zámku, které nebyly zničeny požárem v únoru 1754. Jedná se o dílo Václava Vavřince Reinera. Hlavní oltář pochází z dílny Matyáše Bernarda Brauna. Pod baldachýnem, který je částečně malovaný a představuje excelentní ukázku iluzívní malby, je v upevněna plastická skupina Kalvárie. V horní části uprostřed je ukřižovaný Kristus ve svatozáři, pod ním je vlevo Panna Marie a vpravo sv. Jan Evangelista. Mezi těmito figurami ve střední části oltáře je obraz Panny Marie Pomocné. Boční oltáře jsou zasvěceny sv. Františku z Assisi a sv. Terezii z Ávily, obrazy na nich namaloval malíř pozdního baroka Jan Petr Molitor, žák Václava Vavřince Reinera. Alabastrovou plastiku zbičovaného Ježíše Krista patrně vytvořil Lazar Widman.
| Rok  | Počet návštěvníků |
| ---- | ----------------- |
| 2015 | 18 513            |
| 2016 | 19 616            |
| 2017 | 23 044            |

Klenbu hlavní lodi pokrývá rokoková freska Nejsvětější Trojice ve slávě uprostřed andělských kůrů z roku 1754, kterou vytvořil Felix Antonín Schefler, autor nástropní fresky v Hlavním sále. Nad triumfálním obloukem je velký trauttmansdorffský erb. Levý boční oltář je zasvěcen sv. Josefovi a pravý sv. Janu Nepomuckému, který byl v době výstavby kaple papežem Benediktem XIII. svatořečen (19. března 1729). Ve východní stěně vedle vchodu je za náhrobním kamenem, na kterém je vyobrazen trauttmansdorffský erb a malé srdce, pochováno srdce Františka Adama z Trauttmansdorffu, který nechal zámek ve dvacátých letech 18. století postavit a který zemřel jako bezdětný.